# Доводы рассудка (фильм, 2007)
«До́воды рассу́дка» (англ. Persuasion) — четвёртая телеэкранизация одноимённого романа английской писательницы Джейн Остин.

## Сюжет
«Доводы рассудка» рассказывает историю взаимоотношений Энн Эллиот и капитана Фредерика Уэнтуорта. За восемь лет до описываемых в кинофильме событий девятнадцатилетняя Энн была помолвлена с Фредериком. Однако, её отец, сэр Уолтер и особенно друг семьи, леди Расселл, убедили девушку расторгнуть помолвку, ведь Уэнтуорт был беден и не обладал высоким чином.
В данное время из-за расточительства мистера Уолтера Эллиота и старшей дочери Элизабет род Эллиотов находится в финансовых затруднениях и вот семейная резиденция Киллинч-холл в Сомерсетшире сдаётся в аренду. Эллиоты переезжают в Бат, а Энн погостить к младшей сестре Мэри, живущей по соседству. Мэри замужем за Чарльзом Масгроу, который в свою очередь имеет двух юных сестриц: Генриетту и Луизу.
Новым арендатором Киллинч-холла становится семейство Крофт: адмирал и его супруга София, приходящаяся родной сестрой Фредерику Уэнтуорту. В эту пору молодой человек состоятелен, имеет связи и служа в Королевском флоте дослужился до ранга капитана. Мистер Уэнтуорт обещается сестре погостить.
В одно из таких посещений Энн встречает Фредерика. Кажется Уэнтуорт намерен жениться… и отдаёт предпочтение Луизе. Мисс Эллиот задаётся вопросом, смог ли капитан простить её?
Энн переезжает к отцу в Бат и знакомится с дальним родственником мистером Уильямом Эллиотом, в будущем наследником Киллинч-холла. Он делает Энн предложение, однако девушка не даёт согласия, так как всё ещё питает чувство к Уэнтуорту. Узнав о возможном браке (и думая что всё решено), капитан, по просьбе адмирала Крофта, решается спросить Энн о надобности освобождения Киллинч-холла. Мисс Эллиот говорит что всё это ошибка, но входят гости и Фредерик уходит — Энн бежит на его поиски. По пути она встречает подругу миссис Смит, которая сообщает ей что Уильям Эллиот намерен жениться на ней дабы не потерять будущее имение, ведь за сэром Уолтером вовсю увивается подруга Элизабет миссис Клей.
В конечном счёте Энн находит Уэнтуорта и они целуются прямо на улице.
В последних кадрах мы видим Энн стоящей перед Киллинч-холлом. По словам Фредерика, это «свадебный подарок». Фильм заканчивается танцующим семейством Уэнтуорт.

## В ролях
- Салли Хокинс — Энн Эллиот
- Руперт Пенри-Джонс — капитан Фредерик Уэнтуорт
- Марион Бейли[англ.] — София Крофт
- Питер Уайт — адмирал Крофт
- Элис Криге — леди Расселл
- Энтони Хэд — сэр Уолтер Эллиот
- Мэри Стокли — миссис Клей
- Тобайас Мензис — Уильям Эллиот
- Джулия Дэвис[англ.] — Элизабет Эллиот
- Аманда Хейл[англ.] — Мэри Масгроу
- Сэм Хэзелдайн — Чарльз Масгроу
- Николас Фаррелл — мистер Масгроу
- Стелла Гонет[англ.] — миссис Масгроу
- Дженнифер Хайам[англ.] — Луиза Масгроу
- Розамунд Стивен — Генриетта Масгроу
- Джозеф Моул — капитан Харвилл
- Финлей Робертсон — Джеймс Бенвик
- Мэйси Димблеби — миссис Смит
- Тилли Тремэйн — виконтесса Далримпл
- Сара Бакленд — сиделка Рук
- Майкл Фентон Стивенс[англ.] — мистер Шеперд, поверенный

## Награды и номинации
- 2007 — Номинация — BAFTA TV Award — Лучший режиссёр — Адриан Шерголд
- 2007 — Победитель — Телевизионный фестиваль в Монте-Карло — Лучшая актриса — Салли Хокинс
- 2007 — Победитель — Royal Television Society Award — Лучшая актриса — Салли Хокинс